# بوب وايلي
بوب وايلي (بالإنجليزية: Bob Wylie)‏ هو مدرب رياضي أمريكي، ولد في 16 فبراير 1951 في ويست وارويك في الولايات المتحدة.